# Trường Thái
Trường Thái (tiếng Trung: 长泰区, Hán Việt: Trường Thái khu) là một quận của thành phố Chương Châu, tỉnh Phúc Kiến, Cộng hòa Nhân dân Trung Hoa. Quận này có 4 trấn, 1 hương.